# Мейсон (округ, Западная Виргиния)
Округ Мейсон (англ. Mason County) располагается в США, штате Западная Виргиния. Официально образован 2 января 1804 года. По состоянию на 2012 год, численность населения составляла 27 179 человек.

## География
По данным Бюро переписи США, общая площадь округа равняется 1153 км², из которых 1116 км² суша и 36 км² или 3,1 % это водоёмы.

### Соседние округа
- Мегс (Огайо) — север
- Джэксон (Западная Виргиния) — восток
- Патнам (Западная Виргиния) — юго-восток
- Кабелл (Западная Виргиния) — юго-запад
- Галлия (Огайо) — запад

## Население
По данным переписи населения 2000 года в округе проживает 25 957 жителей в составе 10 587 домашних хозяйств и 7 569 семей. Плотность населения составляет 23 человека на км². На территории округа насчитывается 12 056 жилых строений, при плотности застройки 11 строений на км². Расовый состав населения: белые — 98,37 %, афроамериканцы — 0,50 %, коренные американцы (индейцы) — 0,18 %, азиаты — 0,27 %, гавайцы — 0,01 %, представители других рас — 0,11 %, представители двух или более рас — 0,56 %. Испаноязычные составляли 0,47 % населения независимо от расы.
В составе 30,60 % из общего числа домашних хозяйств проживают дети в возрасте до 18 лет, 57,60 % домашних хозяйств представляют собой супружеские пары проживающие вместе, 10,30 % домашних хозяйств представляют собой одиноких женщин без супруга, 28,50 % домашних хозяйств не имеют отношения к семьям, 25,50 % домашних хозяйств состоят из одного человека, 11,50 % домашних хозяйств состоят из престарелых (65 лет и старше), проживающих в одиночестве. Средний размер домашнего хозяйства составляет 2,42 человека, и средний размер семьи 2,89 человека.
Возрастной состав округа: 22,70 % моложе 18 лет, 8,30 % от 18 до 24, 27,70 % от 25 до 44, 26,10 % от 45 до 64 и 15,20 % от 65 и старше. Средний возраст жителя округа 40 лет. На каждые 100 женщин приходится 96,20 мужчин. На каждые 100 женщин старше 18 лет приходится 92,10 мужчин.
Средний доход на домохозяйство в округе составлял 27 134 USD, на семью — 32 953 USD. Среднестатистический заработок мужчины был 32 382 USD против 17 074 USD для женщины. Доход на душу населения составлял 14 804 USD. Около 16,60 % семей и 19,90 % общего населения находились ниже черты бедности, в том числе — 27,30 % молодежи (тех кому ещё не исполнилось 18 лет) и 14,50 % тех кому было уже больше 65 лет.